# Oracle Tuxedo
Oracle Tuxedo（オラクル・タキシード、Tuxedo、Transactions for Unix, Extended for Distributed Operations）は、オンライントランザクション処理 (OLTP)を扱うためのトランザクションモニター（TPモニタ）を中核としたミドルウェア製品である。1984年にAT&Tによって  Tuxedo として開発され、USL、ノベル、BEAシステムズ（BEA）を経て、オラクルにより販売されている。

## 歴史
1983年にAT&Tのベル研究所で、AT&T社内の UNIXベースシステムのための作業プロジェクトとしてAT&Tで開発が開始された。
1989年には USL に移管され、商用製品として販売された。
1993年に、AT&Tの子会社であるUSLがノベルに買収された際、AT&Tの持つ他のUNIX資産とともにノベルに売却された。1996年には、Tuxedo の再販業者であった BEAは、NetWare以外のプラットフォームにおける Tuxedo の販売および開発の排他的な契約をノベルと結び、BEA Tuxedo として販売されるようになった。
2008年4月29日に、BEAシステムズがオラクルに買収されたのちも、Tuxedo は、消滅することなく Oracle Tuxedo として販売が継続されている。

## 機能
Tuxedo は、アプリケーション・インターフェースとして、2相コミットのためのX/Open XA標準のインターフェース（XATMI,Application Transaction Management Interface）、および、Object Management Group（OMG）の CORBAに準拠したインターフェースを備えている。
データベース連携、アプリケーションサーバ、プラットフォームの異なる複数の分散システムの連携機能、CおよびCOBOLで作成されたアプリケーションに対応している。